# Tongcheng
Pour les articles homonymes, voir Tongcheng (homonymie).
Tongcheng (桐城 ; pinyin : Tóngchéng) est une ville de la province de l'Anhui en Chine. C'est une ville-district placée sous la juridiction de la ville-préfecture d'Anqing.

## Démographie
La population du district était de 772 866 habitants en 1999.